# シロイルカ
シロイルカ (白海豚、学名：Delphinapterus leucas) は、哺乳綱偶蹄目（鯨偶蹄目とする説もあり）イッカク科シロイルカ属に分類される鯨類。本種のみでシロイルカ属を構成する。別名ベルーガ、シロクジラ。

## 分布
北極海（ハドソン湾、グリーンランド、アイスランド北岸、ノルウェー北岸、チュコト海、マッケンジー川河口にかけて）、ベーリング海北部、オホーツク海、クック湾、セントローレンス湾
模式標本の産地（基準産地・タイプ産地・模式産地）はオビ川河口（旧ソビエト連邦）。上記の北極海の地域に断続的に分布し、ベーリング海北部にかけて分布する。オホーツク海やクック湾・セントローレンス湾には、隔離個体群が分布する。まれな例として夏季にユーコン川上流域1,120キロメートルまで遡上することも確認されている。日本列島の沿岸でも発見されることもあり、標津町周辺の根室海峡や能取湖や噴火湾に滞在していた事例がある。京都府の網野町(現在の京丹後市網野地区)や山口県の青海島で確認された事例もある。朝鮮半島（韓国）での目撃例も存在する。
春になるとシロイルカは、夏場の生息域であり、出産およびそれに続く子育てのための海域でもある湾、河口、浅い入り江などに移動する。これらの夏場の棲息域は互いに離れているが、母シロイルカは通常は毎年同じ場所に戻ってくる。
秋になり、夏場の生息域が氷に覆われ始めると、シロイルカは冬場の生息域への移動を開始する。多くのシロイルカは冬の間は、浮氷が成長する方向に従って南下していくが、浮氷からはあまり離れない。一部のシロイルカは浮氷の海域に留まり、氷の隙間（ポリニヤなど）を探して、そこで呼吸する。シロイルカは、海面の95%以上が浮氷で覆われているような海域でも氷の隙間を探すことができるとされているが、まだ詳しくはわかっていない。シロイルカのもつ反響定位（エコーロケーション）の能力は、氷に覆われた北極圏の海域に適しており、反響定位によって氷の隙間を探しているとも考えられている。

## 形態
最大体長オス5.5メートル、メス4メートル。体重オス1,100-1,900キログラム、メス600-1,200キログラム。体色は白い。別名ベルーガは、ロシア語で「白い」の意がある語に由来する。
前頭部にあるメロンと呼ばれる脂肪組織は、他のハクジラ類のものよりも丸く柔らかい。多くのハクジラ類と同様、鼻腔の奥を振動させて生じた音波を、メロンをレンズのように用いて収束させ、個体間のコミュニケーションとエコーロケーションに用いる。さまざまな鳴き声を出し、一部は空中からでも聞こえるため古くは「海のカナリア」 (Sea Canary) という別名をつけられたこともある。メロンは他のハクジラ類とは違い、形状を自分の意思で変えることができる。これは北極圏の氷の海に適応するためであろうと推察される。メロンを震わせながら歌う（音を発生する）「おでこぷるぷるシロイルカ」と称するシロイルカが横浜・八景島シーパラダイスに飼育されるのが知られている。

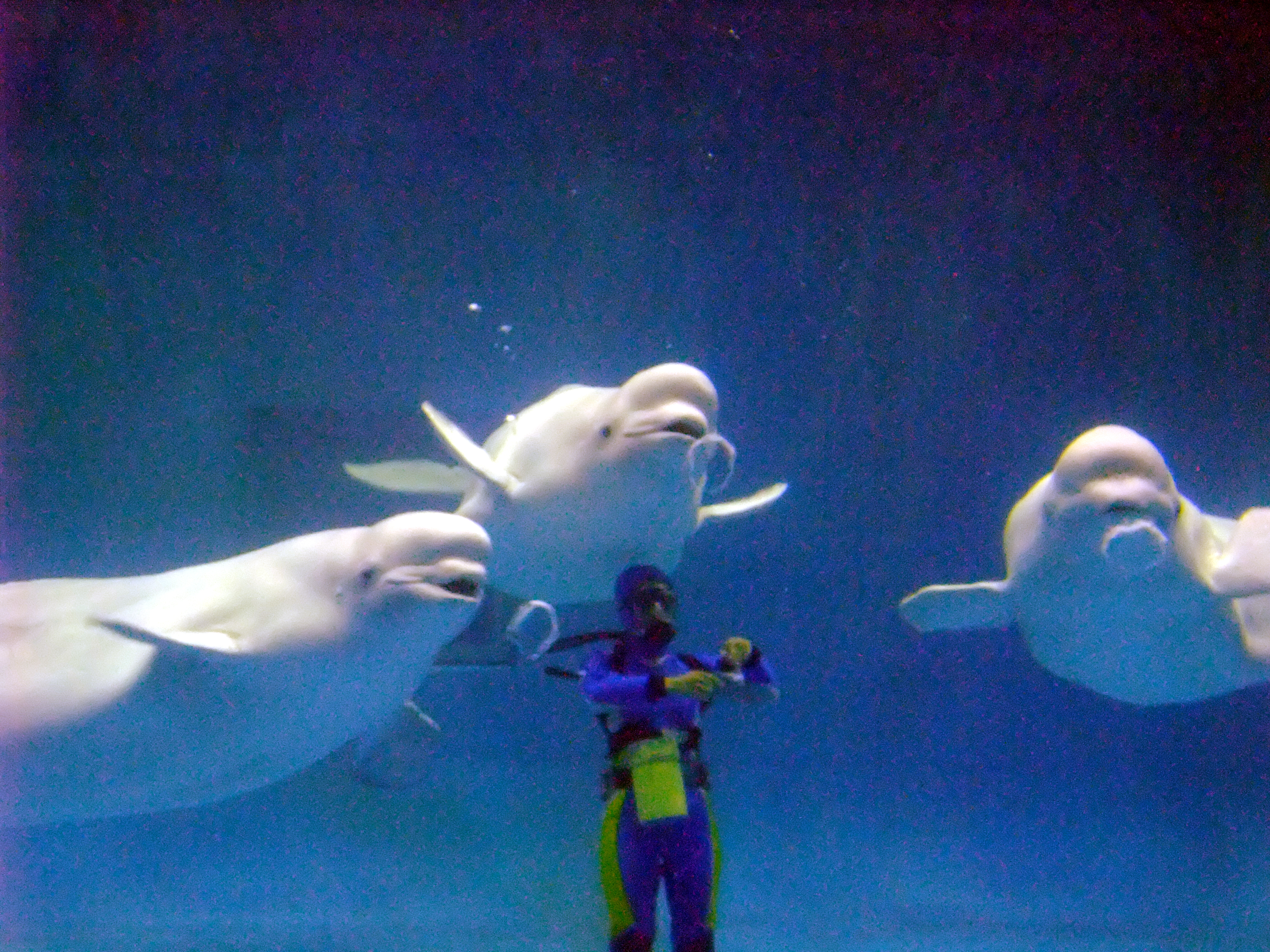
シロイルカによるバブルリング（しまね海洋館アクアス）

頭部は小型。7個の頸椎が遊動状態、そのため頭部を上下左右に振ることができる。頸部は明瞭でよく動き、頭部を左右に90度近い角度で曲げることもできる。この特性を利用して、水族館では人間におけるお辞儀様行動をさせることがある。野生状態では首を動かしながら、口から海底に水を吹き付けて掘り返し、底生動物を捕食していると言われている。効率良く水を吹き付けるように、口は単に開閉するだけでなく、ひょっとこのように突き出すことができる。この特性は、水族館でバブルリングの演技に応用される。こうした短い吻は強力な負圧を発生させる事が可能であり、食餌はこの負圧を利用した吸引方式 (suction feeding mechanism) で行う。
胸鰭は加齢に伴い上方に反り上がる。胸鰭の可動性が高く、胸鰭を動かすことで狭い場所で活動したり後方へ泳ぐこともできる。背鰭はない。属名Delphinapterusは「翼がないイルカ」の意で、背鰭がないことに由来する。中央部よりやや後方に高さ1 - 3メートル、縦幅0.5メートルの隆起がある。尾びれには茶色の後縁があるが、これも加齢とともに鮮明になる。脇腹のぜい肉である腹錐体（pyrimidalis abdominis）を制御し泳ぎを安定させており、この様子が船乗りから人魚のように見えたという。
上下16 - 18本ずつ計32 - 40本の歯があるが、先端は摩耗する。歯は激しく摩耗することや後述するように生後2 - 3年で萌出することから採食の際にはあまり重要ではなく、威嚇や歯をすり合わせて発声するなどの用途がより重要だと示唆されている。
出産直後の幼獣は体長120 - 183センチメートル、体重35 - 86キログラム。体色は灰黒色だが、生後4 - 6年で灰色・淡灰色・青白色と白くなり、生後7年で白くなる。生後2 - 3年で歯が萌出する。

## 生態
シロイルカは非常に社会的な動物であり、通常は同年代の同性で群を成して行動する。子連れやオスの成獣のみの群れなど15 - 200頭の群れを形成して生活する。オスの場合、数百頭もの群を成すことがある。それに対し、仔連れのメスの群のサイズは少し小さい。夏季になると河口に集まり、砂利などで古い表皮を剥ぎとり脱皮する。この脱皮を行う前に、体色が次第に黄色味を帯びてくる。この時にはほとんど全てのシロイルカが集結しており、捕食者に対して無防備となる時期でもある。ホッキョクグマの攻撃によってつけられた傷を持つ個体も少なくない。冬季になると沖合で過ごす。
胃の内容物から魚類、カニなどの甲殻類、貝類、ゴカイなどの環形動物などを食べると考えられている。食物は50 - 100種にわたると考えられている。海底にいる獲物を唇や舌を使って吹きつけたり吸い込んだり、5頭以上の個体が浅瀬や浜辺に獲物を追いこんで捕食することもある。捕食者としてシャチ、ホッキョクグマが挙げられる。セントローレンス湾ではホホジロザメが捕食者となっている可能性もある。
クリック音、キーキー音、口笛のような音、ベルのような音など、様々な音声を発する。ある研究者は、シロイルカの群の出す音を、オーケストラの弦楽器が演奏の前に調音している時の音に喩えている。先にシロイルカは「海のカナリア」と呼ばれることもあると述べたが、これはカナリアのように騒々しいからだと言われることもある。50種類の明らかに異なる音声が記録されており、多くの音の周波数は100Hzから12kHzの範囲である。
2 - 5月に交尾を行うが、地域変異がある。妊娠期間は14 - 14か月半。4 - 8月に1回に1頭の幼獣を産む。出産するメスは未成熟のメスを伴い、群れから離れて入り江や岸辺で行う傾向がある。親子は始めは群れから離れて生活するが、じょじょに子連れ同士で群れを形成する。出産間隔および授乳期間は2年で、授乳期間中に次の幼獣を妊娠する。オスは生後8年、メスは生後5年で性成熟する。寿命は30 - 40年。
なお、調査個体の染色体の解析によってインターセックスの個体が発見されている。

## 人間との関係

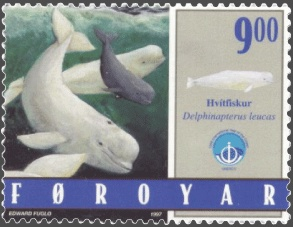
フェロー諸島の、シロイルカの切手

遡上するサケ類を捕食することから、漁業関係者から嫌遠されることもある。
2017年の時点では一部の個体群では生息数が減少しているものの、多くの個体群で生息数やその推移は不明とされる。以前は鯨油や飼料用・皮革用の捕鯨により、生息数は減少しているとされていた。決まった回遊を行うこと・夏季に一定地域の河口に集まることから、大規模捕鯨が行われたこともある。商業捕鯨は停止したが現地民による狩猟は続けられ、北極圏全体で年あたり2,500頭が狩猟されていると考えられている。セントローレンス湾では環境汚染による繁殖率の低下や、死亡率の増加により生息数が減少している。石油・天然ガス採掘による船舶の増加や音波地質調査による影響・パイプラインの設置、水力発電用のダム建設による水温の変化などによる生息数の減少も懸念されている。1979年に鯨単位で、ワシントン条約附属書IIに掲載されている。
クック湾の個体群
CRITICALLY ENDANGERED (IUCN Red List Ver. 3.1 (2001))

他のクジラ目の種と比較すると多いと言えなくはないが、それでも捕鯨が盛んになる以前と比べれば、非常に減少している。
生息域別では、ボフォート海に4万頭、ハドソン湾に2万5千頭、ベーリング海に1万8千頭、カナダの高緯度海域に2万8千頭がいる。セントローレンス湾ではわずか千頭程度である。
イヌイットにとって、シロイルカは伝統的な獲物の一つであるが、皮肉ながら地球温暖化が進んだ結果、氷上を移動すると氷が割れる恐れが増したため、イヌイットの猟師たちはアザラシやシロイルカから、内陸部のカリブーに狙いを変えるようになっている。
人間による間接的な擾乱も、脅威となり得る。セントローレンス川やチャーチル川では、シロイルカウォッチング（ホエールウォッチング）がブームとなって大規模に実施されている。人間の小型船に無関心な個体もいるが、中には船を避けて逃げようとする個体もいることが知られている。
水族館向けの捕獲は、ロシアでは半数ほどが馴致期間中に環境に馴染めず死ぬと指摘されるが、中国や他のアジアの国およびカナダの水族館が購入している。

### 飼育

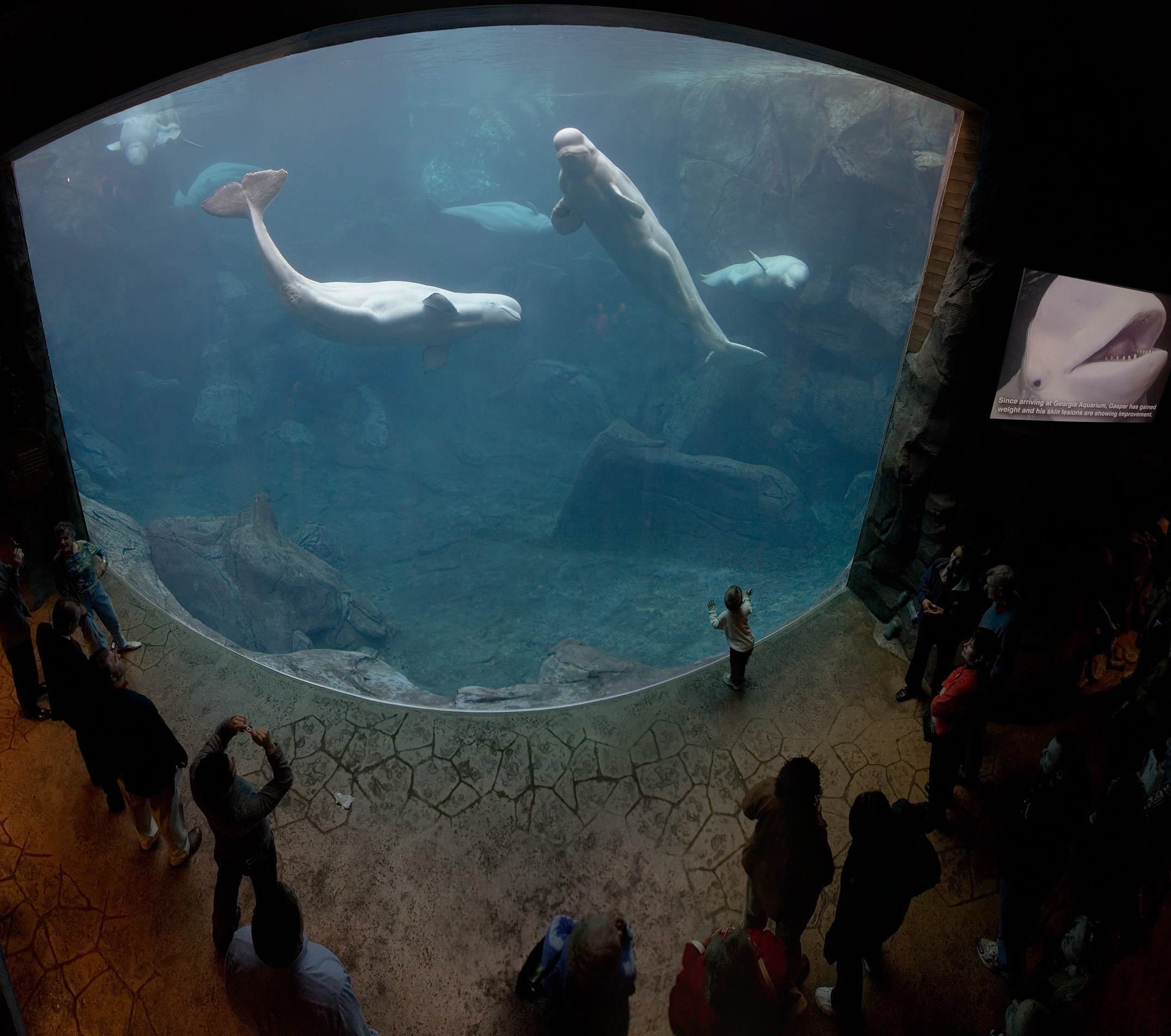
水族館に展示されるシロイルカ
（アメリカジョージア州の水族館）

水族館で展示されたクジラとしては最初の種の一つである。1861年にバーナム博物館 (w:Barnum's American Museum) で初めて展示された。北米、ヨーロッパ、日本などの水族館などで展示飼育が続けられている。体の色だけではなく、頭部を上下左右に動かすなどして表情も豊かであるため、非常に人気がある。水族館で展示飼育されているのは多くは野生個体だが、飼育下繁殖の成功例もある。また、北米ではミスティック水族館（Mystic Aquarium & Institute for Exploration）が人工授精に初めて成功している。
日本では、1976年9月に鴨川シーワールドによってはじめて一般公開された。2004年7月17日には、日本では初めてとなるシロイルカの赤ちゃんが名古屋港水族館で産まれている。母親は2001年4月18日にロシア連邦科学アカデミー附属の飼育施設から同水族館へと来た「No.3」、父親は「No.2」（2005年10月11日死亡）である。子供は雄、個体ナンバーはNo.7であり、2005年3月13日に「ベル」という愛称がつけられた。本種の出産は世界中の水族館で報告されているが、生後半年以上成長する例は稀である。名古屋港水族館は「ベル」の繁殖の成功により、2005年8月、（社）日本動物園水族館協会より繁殖賞を受賞している。
また、鴨川シーワールドの「ナック」は日本唯一のカナダ産であるが、イルカに言葉を教える訓練中である。
そして、2018年6月にリニューアルオープンした上越市立水族博物館（うみがたり）においても、日本国内で5番目のベルーガの飼育展示を行なっている。
シロイルカは、口をひょっとこのように突き出すことができるため、遊びでバブルリングを作ることができる。島根県立しまね海洋館においては、アーリャ（雌）、ナスチャ（雌）、ケーリャ（雄）、ランゲル（雄）、アンナ（雌）が口をすぼめて口腔内に溜めた空気を噴き出して空気の輪を作ることができ、アーリャ、ナスチャ、ケーリャの3頭パフォーマンスなどの際にその様子を披露している。また、中国の水族館大連極地館（哈尔滨极地馆、遼寧省大連市）にもバブルリングを作る個体が存在する。

## 参考画像

人間との大きさの比較
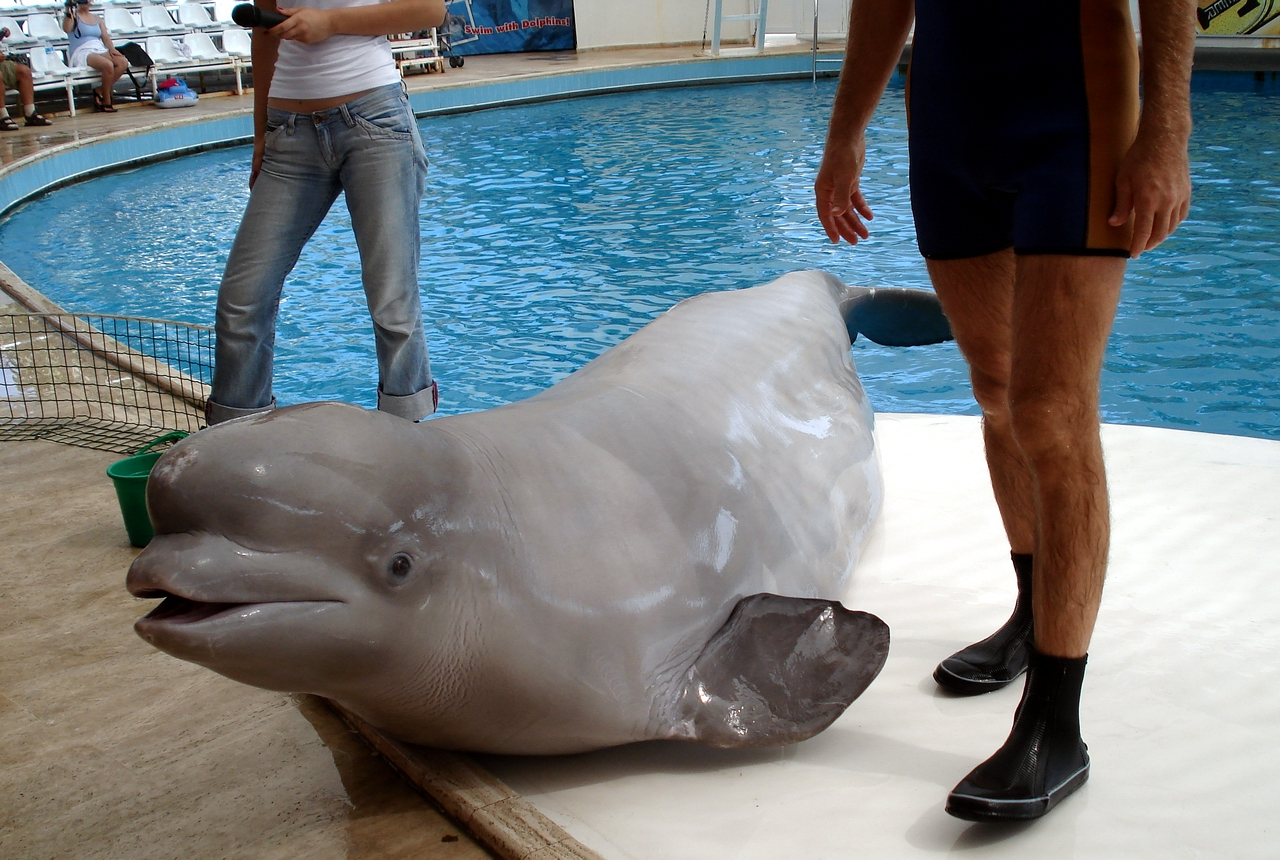
地表に上がったシロイルカ。 頭部のメロンが前方に突き出しているのが分かる。
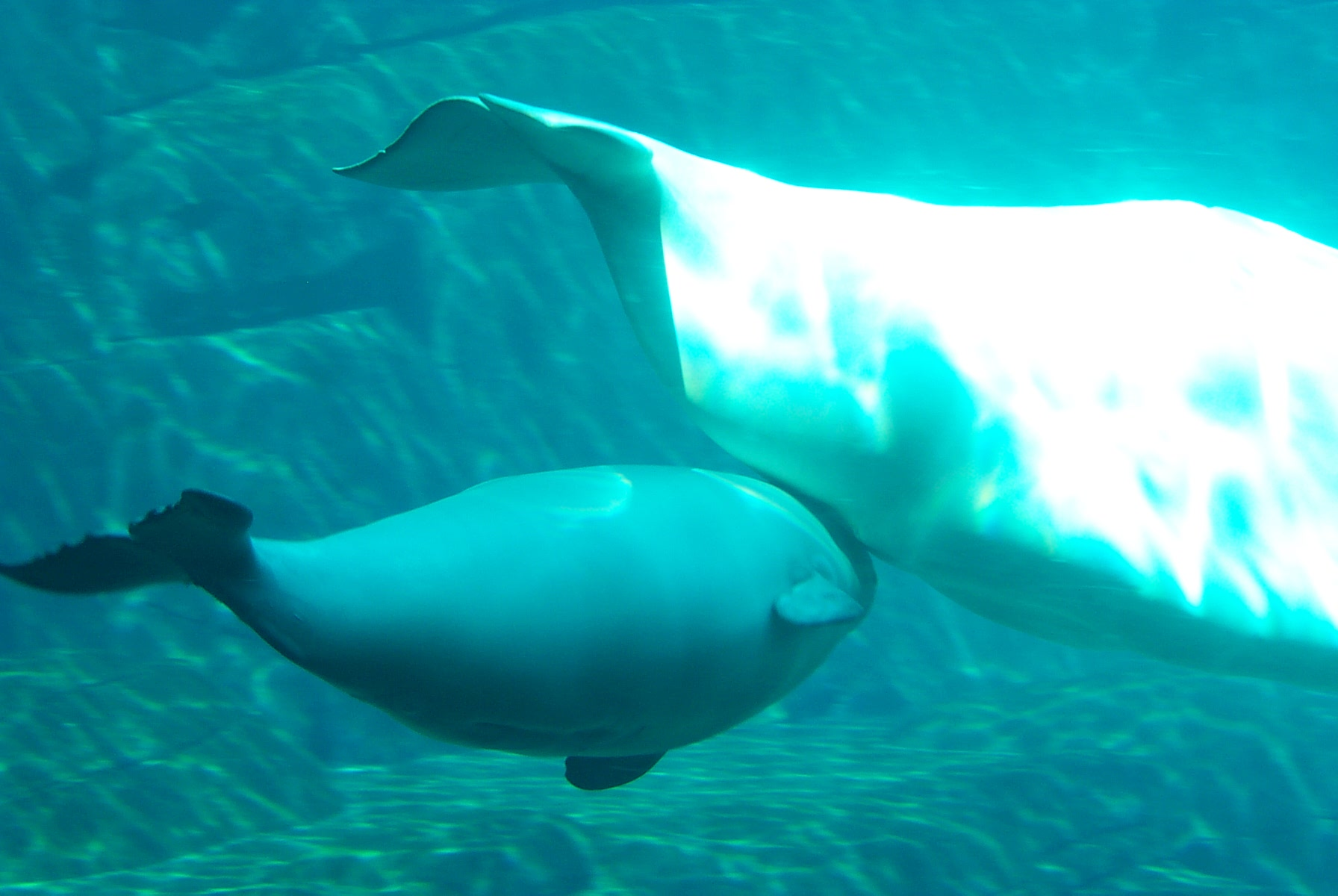
幼獣